# Algues des neiges

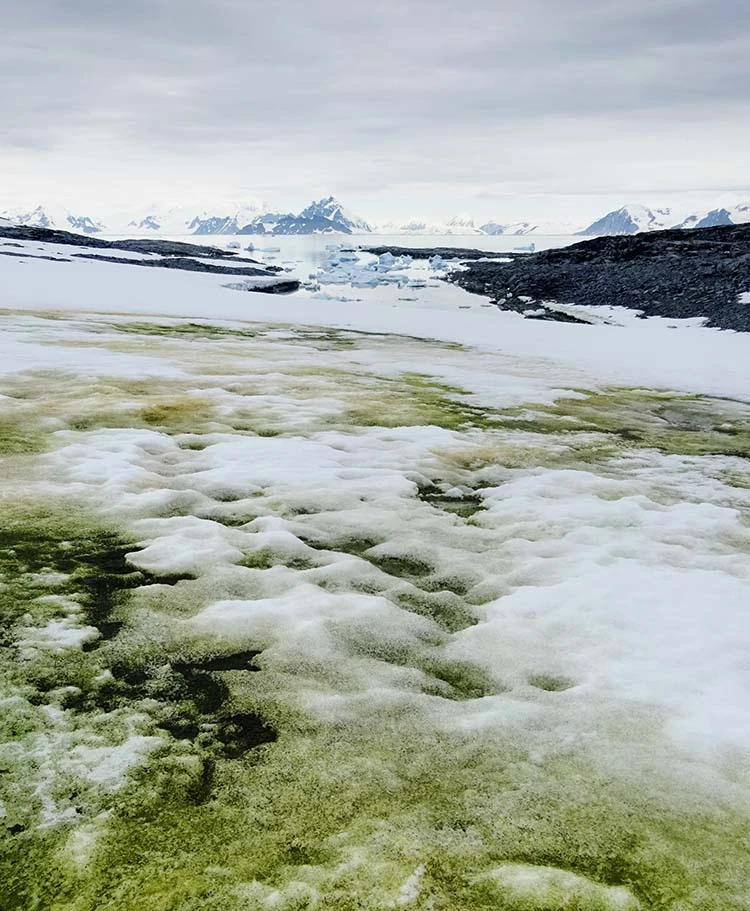
Neige verte en Antarctique.

Les algues des neiges sont des micro-algues proliférant dans la neige. On les retrouve principalement sur les surfaces enneigées qui fondent partiellement ou totalement l'été. Ainsi, elles se développent dans les montagnes de hautes altitudes telles les Alpes, les Andes, les Montagnes Rocheuses, l'Himalaya, etc., ou dans les régions polaires comme en Norvège, sur l'archipel de Svalbard, le Groenland et en Antarctique. Les proliférations d'algues des neiges colorent la neige en vert, jaune ou rouge.
En 2025, il reste des espèces d'algues des neiges à découvrir, et des chercheurs travaillent à en apprendre plus sur l'ensemble de ces algues ainsi que sur les écosystèmes liés à la neige et aux glaciers, dans l'ensemble de la cryosphère.

## Histoire et algues des neiges

### De la poudre?
Les neiges colorées par ces algues font parler d'elles depuis bien longtemps. Les écrits antiques du philosophe grec Aristote puis ceux du philosophe romain Pline l'ancien mentionnent cette neige colorée par des particules rouges. En 1760, le naturaliste genevois Horace Bénédict de Saussure observe et décrit cette neige rouge trouvée dans les Alpes suisses ; il suppose alors que c'est une poudre minérale.

### Une algue des neiges
En 1819, des échantillons de « neige rouge » ont été ramenés pour examen par une expédition arctique de l'explorateur Sir John Ross. Les échantillons ont été envoyés au botaniste Robert Brown et à Francis Bauer pour examen. Les deux hommes sont parvenus à des conclusions différentes quant à la classification des spécimens. Brown pense qu'il s'agit d'une algue unicellulaire, tandis que Bauer déclare qu'il s'agit d'une nouvelle espèce de champignon, Uredo nivalis. Les conclusions de Brown se sont avérées justes et confirmées par des recherches effectuées plus tard.

### Des algues des neiges diverses et variées
De nos jours, plusieurs équipes de recherche scientifique tentent de percer les mystères des algues des neiges et décrire leur diversité, écologie et impact sur la fonte des neiges et glaciers, notamment dans un contexte de changement climatique. Les nouvelles espèces trouvées sont pour certaines stockées dans la collection de culture d'algues cryophiles de l'institut Fraunhofer de thérapie cellulaire et d'immunologie (de) situé à Potsdam-Golm en Allemagne.

## Efflorescence ou«Bloom»
Les efflorescences ou proliférations concentrées en cellule que l'on appelle des « blooms » en anglais, peuvent fortement colorer le manteau neigeux. Ces colorations altèrent les propriétés de réflexion de lumière de la neige que l'on appelle l'albédo. En effet, là où il y a prolifération de microorganismes dans la neige, l'énergie lumineuse est absorbée par les particules sombres (cellules d'algues des neiges) et libère de la chaleur, ce qui accélère la fonte des neiges. Sur une échelle mondiale, ce phénomène participe significativement à l'accélération de la fonte des manteaux neigeux et glaciers sur Terre,. Des techniques de « remote-sensing » (télédétection) utilisant l'imagerie satellite sont en développement pour évaluer et surveiller l'étendue et l'intensité de ces blooms,.
La couleur des blooms dépend de la composition en microalgues. Lorsqu'elle est verte, c'est parce que les microalgues sont majoritairement pigmentées avec des pigments chlorophylliens. On retrouve ces blooms majoritairement en bord de mer ou dans des sous-bois, là ou il y aurait potentiellement un apport riche en nutriments des autres plantes ou animaux.

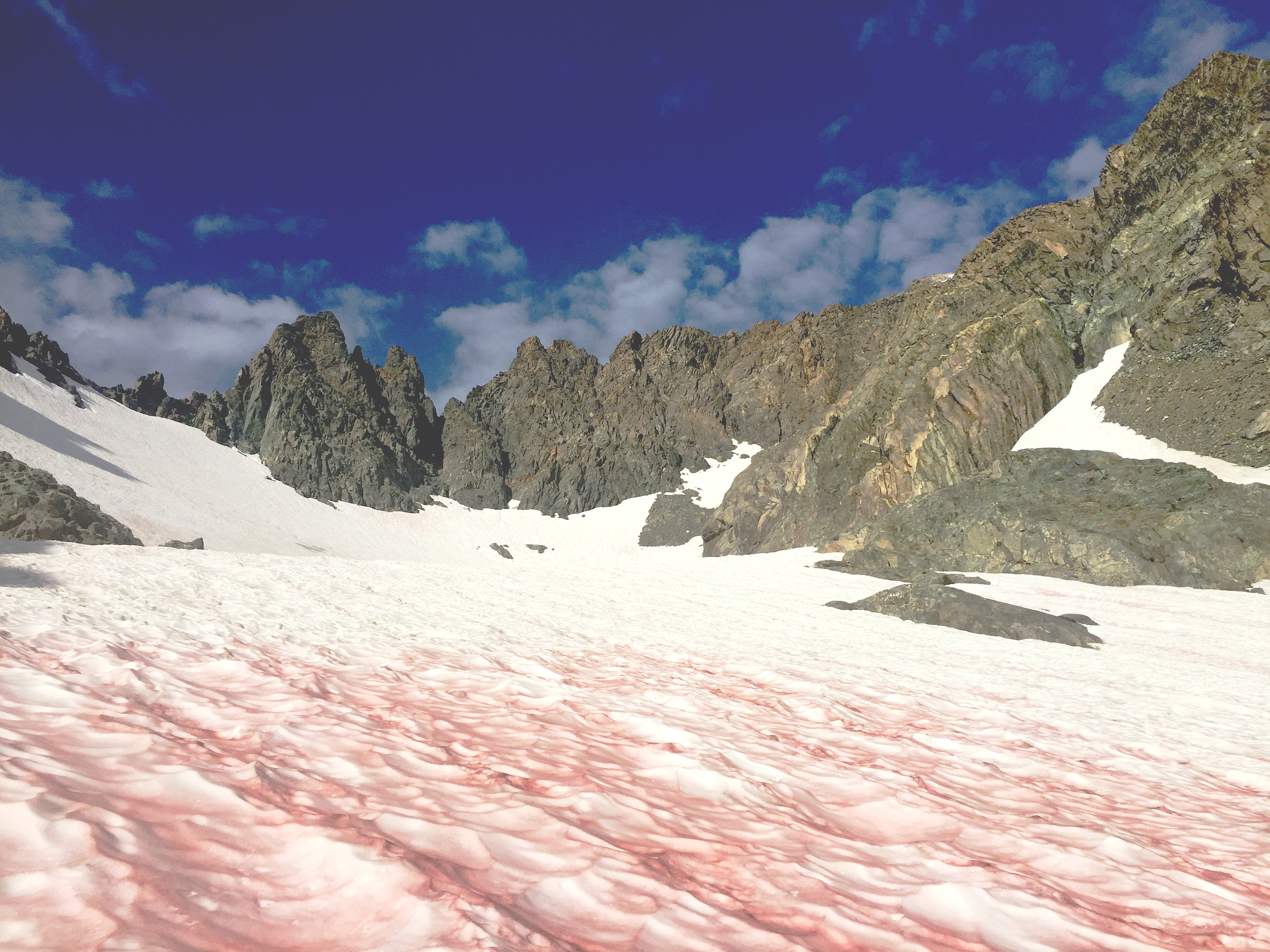
Neige rouge sur le mont Ritter (Sierra Nevada, États-Unis).

Les blooms rouges sont les plus célèbres ; ils sont parfois appelés « neiges de sang » (en anglais : watermelon snow) ou « sang des glaciers ». La couleur rouge provient de l'accumulation d'un pigment rouge photoprotecteur appelé l'astaxanthine. Il semblerait que les algues accumulant ce dernier pigment appartiennent aux genres Sanguina et Chlainomonas (en),,,,.

## Diversité
Toutes les espèces de micro-algues présentes en montagne ne sont pas encore connues en 2025. Il existe plusieurs algues différentes qui se retrouvent sur des milieux enneigés.
Parmi les algues présentes sur des névés, l'une des espèces connue à partir de 1903 sous le nom de Chlamydomonas nivalis a fait l'objet d'une description erronée à l'époque : en 2019, une étude ayant utilisé l'analyse de l'ADN a permis de déterminer que cette algue est en fait d'un autre genre que celui dans lequel on la classait jusque-là. Cette algue, Sanguina nivaloides, fait, de plus, partie d'un genre d'algue encore inconnu jusqu'en 2019,.
Une autre algue présente dans des milieux enneigés et pouvant colorer la neige en rouge vif est par exemple Chloromonas polyptera, qui se trouve en Antarctique, à proximité de colonies de pingouins.

## Répartition
Les algues présentes en milieu enneigé ne sont pas toutes colorées, ou l'on ne voit pas leur couleur aisément à l’œil nu. Toutefois, lors de l'apparition des efflorescences colorées, cela permet de mieux repérer les algues qui en sont responsables. Des efflorescences colorées d'algues ont pu être repérées sur des glaciers et milieux enneigés à différents endroits du globe terrestre, tels que l'Arctique, l'Antarctique, l'Himalaya, les Alpes européennes et des régions montagneuses d'Amérique du nord.
Au début des années 2020, l'espèce d'algue des neiges la plus présente dans les Alpes européennes est Sanguina nivaloides.
Les espèces de micro-algues de montagne se répartissent différemment selon l'altitude,. Le genre Sanguina est, par exemple, présent uniquement au-dessus de 2 000 mètres d'altitude.

## Biologie
En 2025, on en connaît encore assez peu sur les micro-algues des montagnes, dont celles présentes sur les neiges. Des recherches scientifiques visent à déterminer l'ensemble des espèces de micro-algues présentes sur les neiges, ainsi qu'à mieux connaître leurs caractéristiques et leurs relations à leur environnement et à ses changements.
Nombre de ces algues se retrouvent à certaines périodes sur des névés ; certaines, comme Sanguina nivaloides, peuvent les colorer en rouge selon les conditions environnementales. Bien que Sanguina nivaloides soit une algue verte, pour se protéger des conséquences de l'ensoleillement extrême qu'elle reçoit sur les névés, elle accumule une molécule du type caroténoïde, l'astaxanthine, ce qui lui donne alors une couleur rouge.
Il semble que ce soit dans l'eau liquide présente parmi la neige en train de fondre que les algues migrent et se développent.
Les algues retrouvées dans des milieux enneigés ne sont pas toutes colorées.
En ce qui concerne les algues présentes sur les névés, lorsque ceux-ci fondent puis disparaissent, l'hypothèse est faite que les algues migrent ensuite sur et dans le sol.